# الحدود (مناخة)

تعديل مصدري - تعديل

الحدود هي إحدى قرى عزلة هوزان بمديرية مناخة التابعة لمحافظة صنعاء، بلغ تعداد سكانها 515 نسمة حسب تعداد اليمن لعام 2004.